# Klášter San Juan de la Peña
Klášter San Juan de la Peña (česky Klášter svatého Jana ve skále) je nejznámější aragonský klášter v provincii Huesca, na předměstí Jacy v severním Španělsku. Jsou to stavby dvou klášterů v patrovém spořádání nad sebou, zčásti zahloubené do skály v dříve těžko přístupném horském masivu Pyrenejí v nadmořské výšce 1200 m. Nejbližším sídlem je asi tři km vzdálená vesnice Santa Cruz de la Serós, ve které býval ženský benediktinský klášter Santa Cruz de la Serós.

## Horní klášter (a)

Plán kláštera s číselným vyznačením objektů, vysvětlivky viz v textu

Má dochovány románské základy: základem je kostel (5) se třemi apsidami, gotickou kaplí sv. Viktoriána (7) a mozarabským portálem (6). K němu přiléhá románská křížová chodba (8). Na jejích sloupech se dochovalo 26 románských hlavic s figurální výzdobou. Na některých jsou vytesány motivy ze Starého nebo z Nového zákona, na dalších mytologická zvířata a rostliny, pocházejí od anonymního sochaře, nazývaného Mistr ze San Juan de la Peña. K chodbě přiléhá kaple svatých Vota a Felixe (9). Barokní portál pochází z4. čtvrtiny 17. století. Je zde umístěna menší část klášterního muzea (4), z někdejší klášterní pekárny je výstavní sál (1). 
V roce 1071 zde byla zásluhou francouzských benediktinských mnichů z reformního kláštera v Cluny zavedena bohoslužba římského ritu, namísto dosavadního mozarabského. Po ovládnutí celé oblasti křesťany byl klášter rozšířen a mniši pověřeni správou královského pohřebiště. Barokní novostavba z roku 1675 se zde projevila jen zřízením královského panteonu, ostatní stavební činnost probíhala na zelené louce asi 1,5 km odtud.

### Královský panteon (2)
Úzký vysoký prostor kaple s oltářem Ukřižování, zaklenutý valenou klenbou, vznikl přístavbou a dostavbou ze sakristie středověkého kostela. Má pozdně barokní až neoklasicistní interiér z roku 1770, objednal ji král Karel III. Španělský. Stěny sálu člení pilastry a štukatury. Po jedné straně jsou do zdi vsazeny čtyři mramorové reliéfy s válečnými výjevy z aragonské historie Španělska. Po druhé straně je 27 původních hrobových výklenků, jež byly použity do barokního prostoru ze sakristie, ale jsou kryty barokními náhrobními deskami. Jsou zde pohřbeni příslušníci královské rodiny, aragonské a navarrské dvorské šlechty, oslavováni jsou především první tři aragonští králové:
- Ramiro I. s manželkou
- Sancho Ramírez s manželkou
- Petr I. s manželkou a dvěma dětmi

### Panteon šlechty (3)
Druhé pohřebiště je na nezastřešeném dvoře, který vznikl násypem na dormitáři. Dochovaly seněkteré gotické náhrobní kameny místní šlechty. 

## Dolní klášter (b)
Dvě nejstarší stavby jsou menší, situované v přízemí pod horním klášterem a více vtaženy pod skalním převisem. Založil je roku 920 aragonský hrabě Galindo Aznárez II. jako poustevnu eremitů, křesťanský asyl a úkryt před muslimskou invazí. V 11. století zde žil například baskický mnich Ignác (Eneko, Íñigo) z Oña (1000-1068), později svatořečený.
Nejstarší ze všech staveb je dvoulodní kaple mozarabského ritu (10), která byla v 11. až 12. století přestavěna na románský kostelík mužského kláštera benediktinů. Z kláštera se zde dochovala část prostoru dormitáře mnichů (11), sklenutá na dva sloupy, později využívaná jako kapitulní síň. 

## Legenda a poutě
- Podle legendy sem byl uložen svatý grál, aby ochránil Aragonské království před muslimy. Legenda se odvolává na zdejší chrámový  inventář se zápisem ze 14. prosince 1124, který sepsal Carreras Ramírez, kanovník ze Zaragozy. Údajně to je týž kalich, který roku 1437 nebo 1438 odvezl král Alfons V. Aragonský do pokladu katedrály ve Valencii, kde je nyní vystaven v samostatném muzeu.[2] Podle dalších verzí legendy náležel kalich jiným kostelům ve Španělsku nebo v italském Janově.
- Od 12. století tudy vede severní trasa poutní cesty z Jacy přes Pamplonu do Santiaga de Compostela, tzv. Camino Aragones.

## Moderní klášter
Omezené prostory dolního a horního kláštera nebylo možno rozšiřovat směrem do svahu ani do skály. Proto byl asi 1,5 km odtud na zelené louce v nedalekém Llano di San Indalecio v roce 1645 položen základní kámen novostavby třetího  kláštera s kostelem. Následujícího roku stavba byla zahájena. 
Tyto klášterní budovy obsadila a zásadně poškodila vojska Napoleona Bonaparta, proto ve 30. letech 19. století následovala rekonstrukce a dostavba podle projektu architekta Miguela Ximeneze ze Zaragozy. Přitom byly využity portály, brány a obvodové zdi z barokního kláštera. V roce 1889 byl starý klášter prohlášen za národní památku Španělska a v roce 1923 královský panteon opraven a modernizován. V současnosti je v moderním klášteře multimediální expozice o životě v historickém klášteře, o jeho dějinách a umění Aragonského království. Byly sem také přesunuty ohrožené sochařské a architektonické fragmenty. Je zde rovněž ubytovna pro turisty a poutníky, restaurace a obchod.

## Galerie

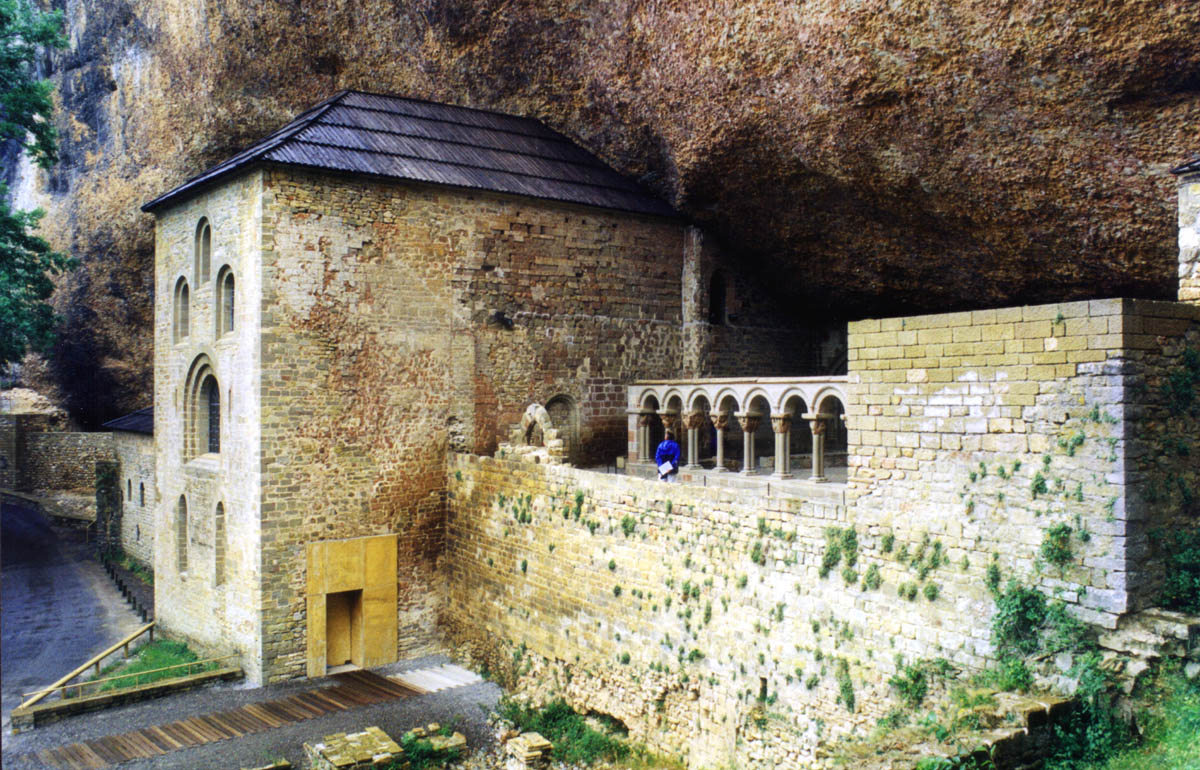
Klášter od jihozápadu
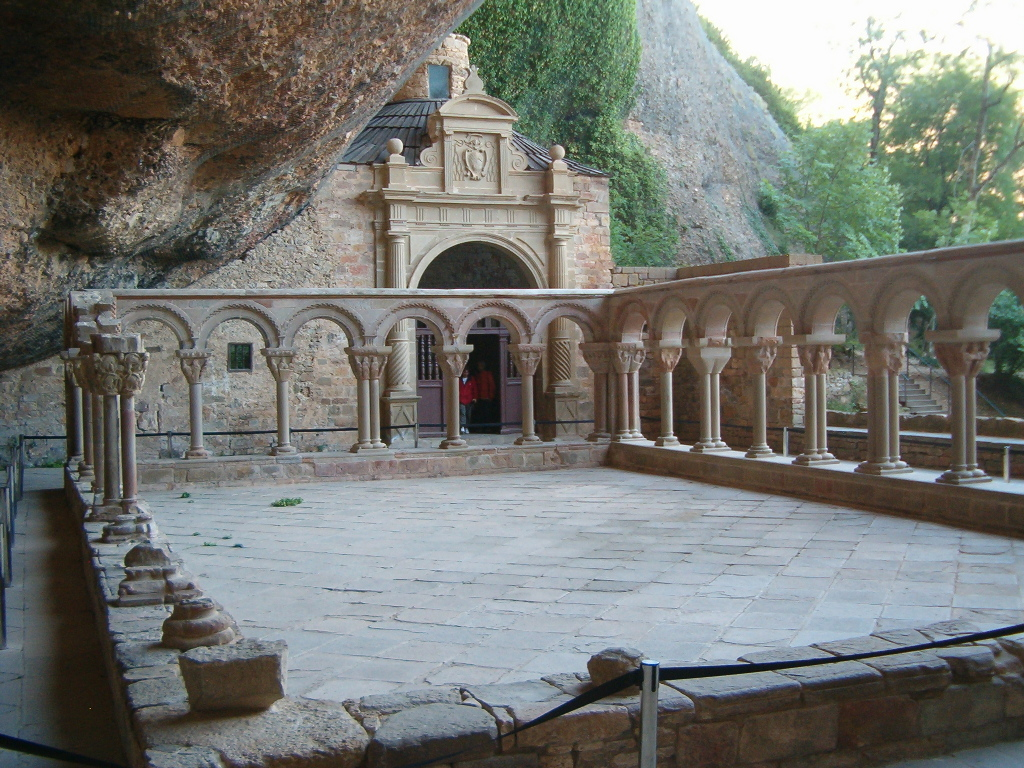
Rajská zahrada s křížovou chodbou
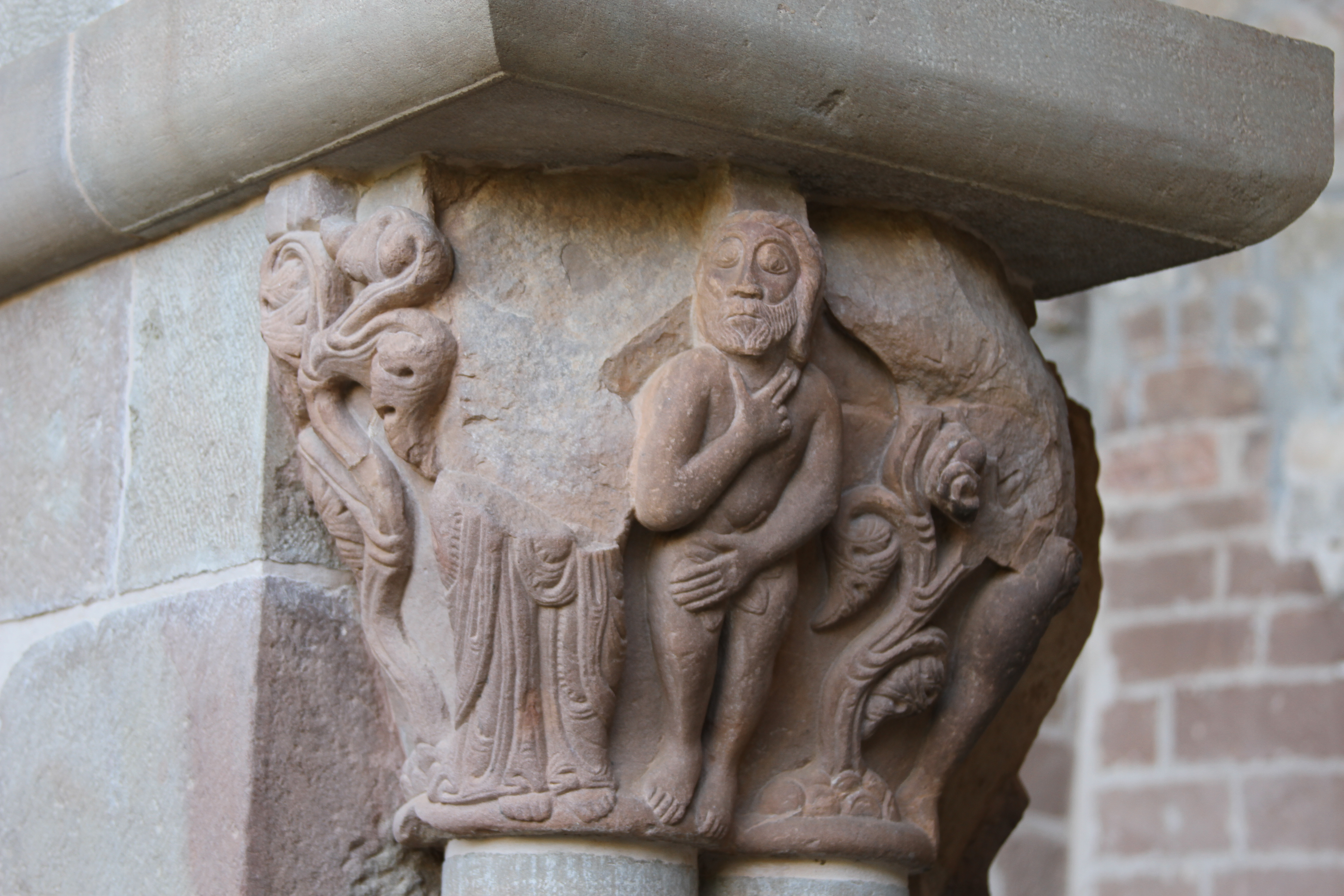
Hlavice sloupu: Adam v ráji
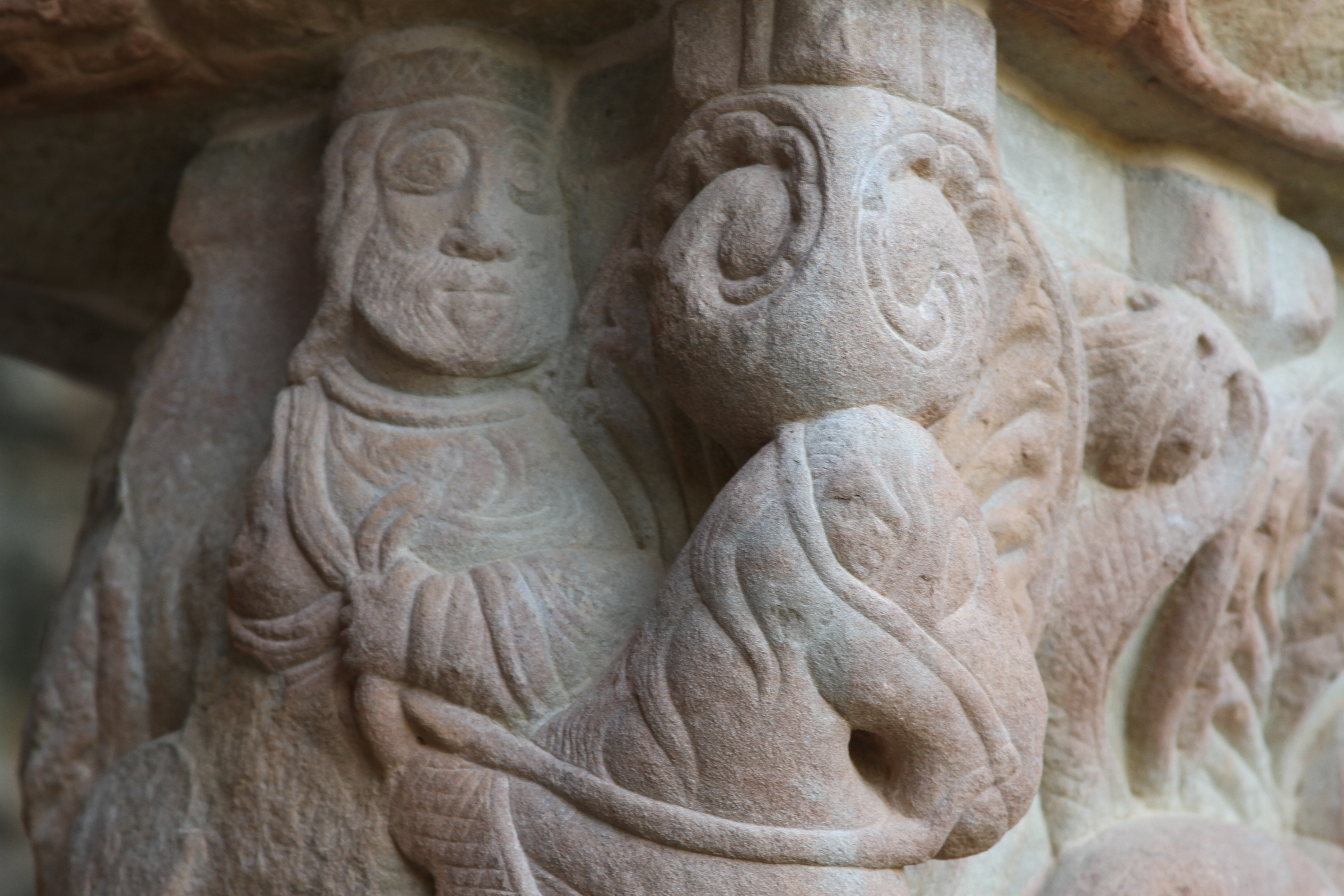
Příjezd Tří králů do Betléma
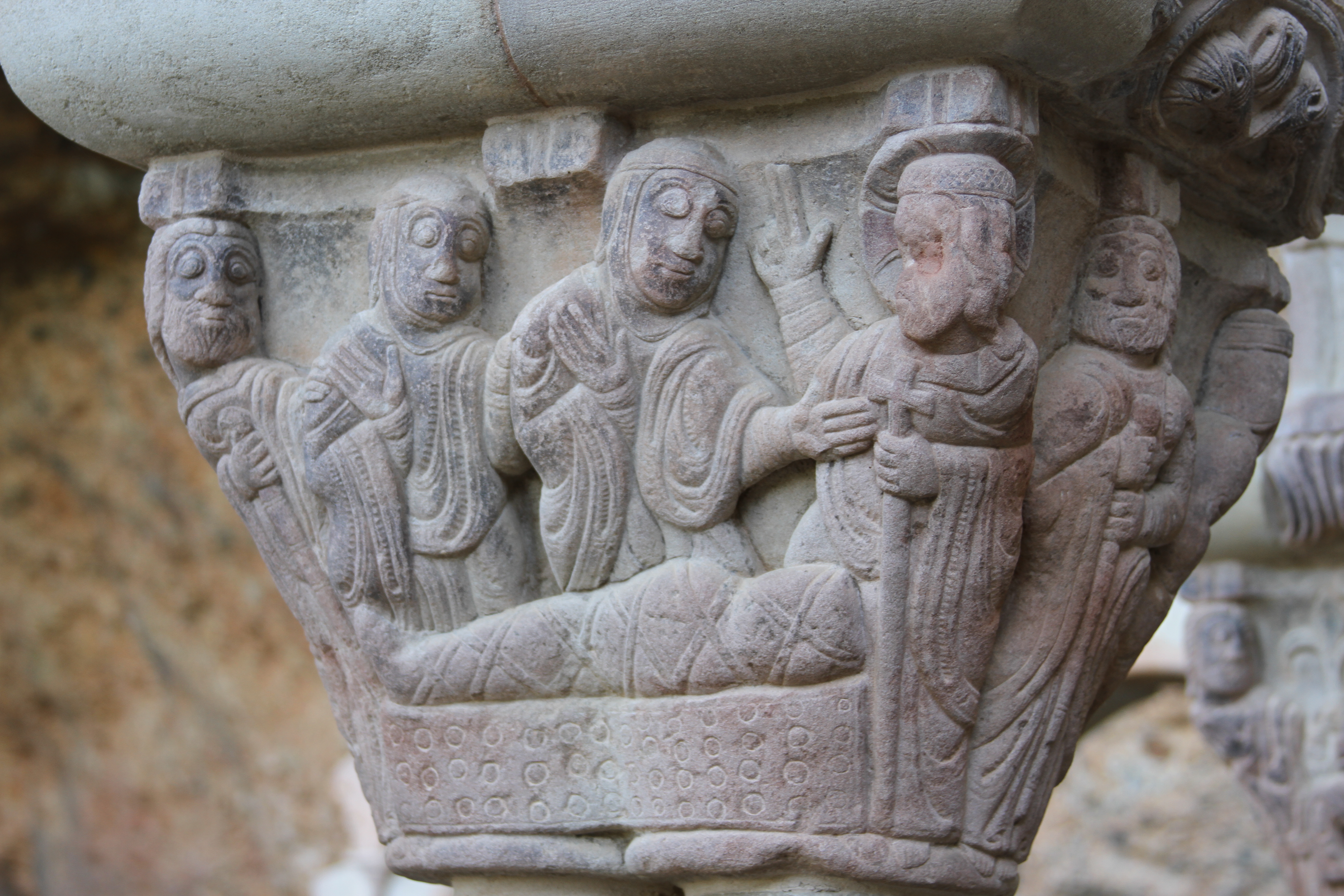
Vzkříšení Lazara
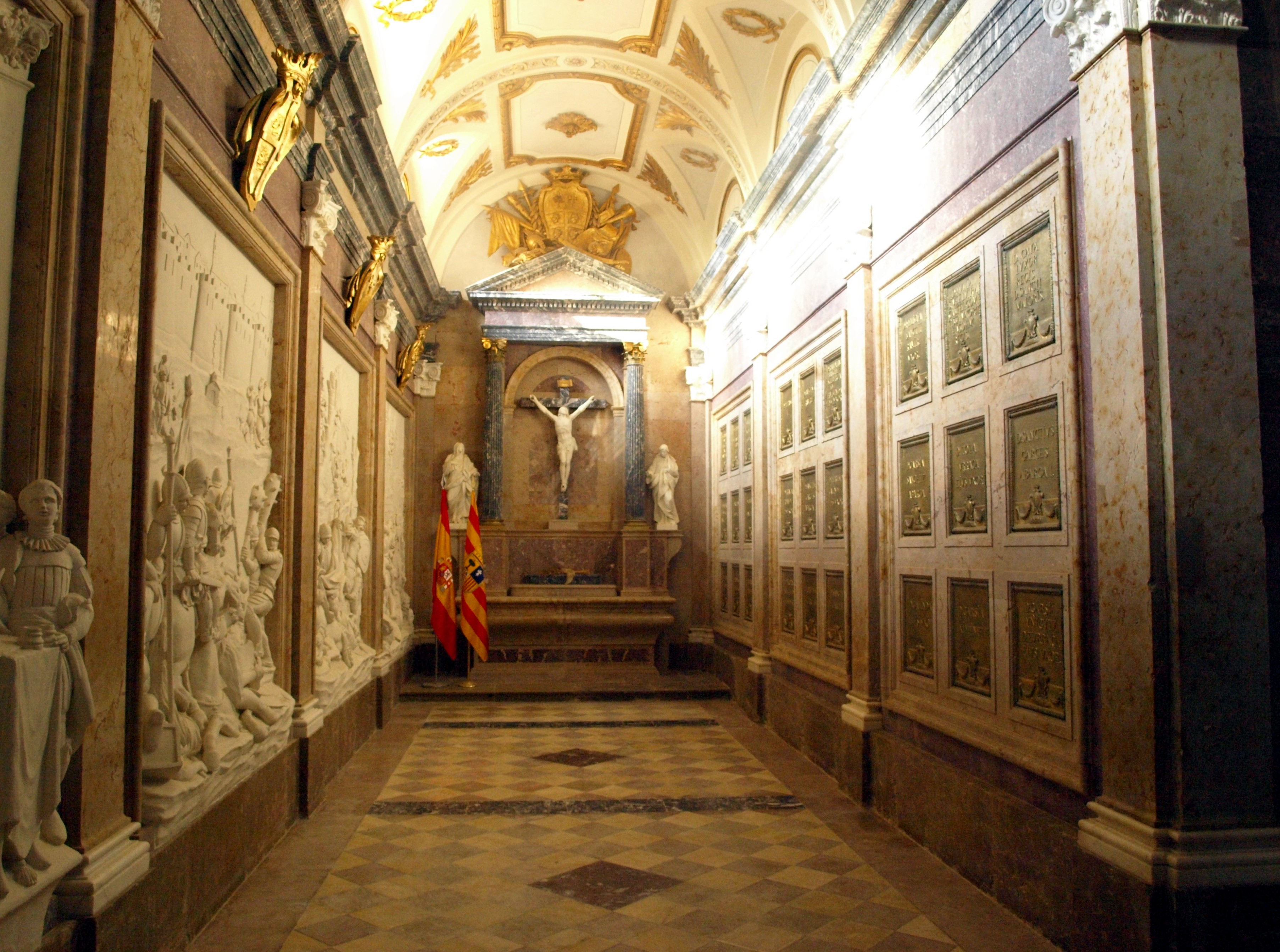
Kaple s královským panteonem